# Alpine Electronics
Alpine Electronics, Inc. se estableció el 10 de mayo de 1967 en Japón. Primera empresa del sector en construir una pista de pruebas para comprobar los resultados bajo condiciones reales de manejo. Alpine ha sido el primer fabricante japonés de car audio en obtener el certificado ISO 9001 en julio de 1993.[cita requerida] Además cuenta con simbología amigable, la cual es muy útil para las características de cada uno de sus productos.[cita requerida]
Cuenta con cinco barras en su logotipo, las cuales simbolizan las cinco áreas de excelencia de la empresa:
1. Excelencia en ingeniería
Alpine tiene 30 años desarrollando productos superiores para el automóvil, gracias a un alto proceso de investigación de las condiciones acústicas de este. Cuentan con equipamiento de medidas de precisión de sonido y simulación de una gran variedad de situaciones de conducción bajo diversas condiciones. Las pruebas de control de calidad garantizan seguridad y facilidad de uso, así como su rendimiento por encima de los límites exigidos. además incluyen shocks de temperatura (rápidos cambios desde −60 a 150 °C (−76 a 302 °F), vibraciones, operaciones continuas/discontinuas y resistencia a golpes.
2. Excelencia en fabricación
Cuenta con diez fábricas en siete países: tres en China, dos en Japón y cinco entre Hungría, Corea, Malasia, México y Estados Unidos. Cada planta comparte recursos y componentes, todas las plantas utilizan tecnología de automatización, incluyendo los robots de producción desarrollados por Alpine ALROBO, ensambladores de alta velocidad, unidades de inspección de circuitos impresos digitales, soldadores automáticos, testers automáticos y otras tecnologías computarizadas.
3. Excelencia en mercadotecnia
Reconocida como uno de los fabricantes de car audio de élite, investigando e innovando nuevas ideas para capturar los mercados del futuro. Tres ejemplos de ello son los cambiadores de discos súper compactos, cambiador de tres discos para el tablero y el sistema integrado Ai-Net. Desarrollan nuevos productos que redefinen la identidad de la mercadotecnia en el área de multimedia. Por ejemplo los sistemas de navegación dotados de alta velocidad de cálculo de rutas, interfaz de voz y grandes bases de datos. Alpine está presente en las ferias de sonido y automoción de muchos países y desarrolla un gran número de eventos de marketing para garantizar que el mensaje llega a un gran número de consumidores. Y cada página de Alpine en internet es renovada periódicamente con nueva información.[cita requerida]
4. Excelencia de Servicio
Cuenta con una gran cantidad de Oficina principal, subsidiarias internacionales, empresas conjuntas internacionales, distribuidores, centros de producción, oficinas comerciales principales, oficinas comerciales locales en todo el mundo.
5. Excelencia en colaboradores
Alpine mantiene estrechos vínculos con su red de colaboradores mundial en las áreas de fabricación, distribución y venta.[cita requerida]